# Roberto Rosales
Roberto José Rosales Altuve (ur. 20 listopada 1988 w Caracas) – wenezuelski piłkarz występujący na pozycji prawego obrońcy w brazylijskim klubie Sport Recife. W przeszłości występował w klubach Caracas FC, KAA Gent, FC Twente, Málaga CF, RCD Espanyol, CD Leganés i AEK Larnaka. Posiada również obywatelstwo hiszpańskie. W 2007 roku zadebiutował w reprezentacji swojego kraju. Brał udział w Copa América 2011, 2015, 2016, 2019 i 2021.